# 安哈拉人
安哈拉人（英語：Amhara people）是東北非埃塞俄比亚的主要哈比沙民族群体，主要分佈在衣索比亞高原中部和北部，使用阿姆哈拉語，屬閃-含語系閃米特語族，現為衣索比亞國語，通用英語。有古老的元音附標文字。安哈拉語的前身稱為“吉兹語”。這一早期語言仍在宗教儀式中使用。信奉基督教。安哈拉人分貴族與平民，前者佔有土地，後者受地租盤剝。 
1974年廢黜衣索比亞皇帝後，發生較大變化。婚姻實行一夫一妻制，按父系居住，按雙親計算親屬，實行長子繼承製。男女均行割禮。主要從事農業，男方兼事畜牧，棉紡、木雕等手工業發達。
總人口約2千2百萬人，佔埃塞俄比亞總人口26.9%

## 人口與語言

### 人口
目前安哈拉人口約兩千兩百萬人。
各國人數統計：
- 衣索比亞 19,867,817 [3]:84

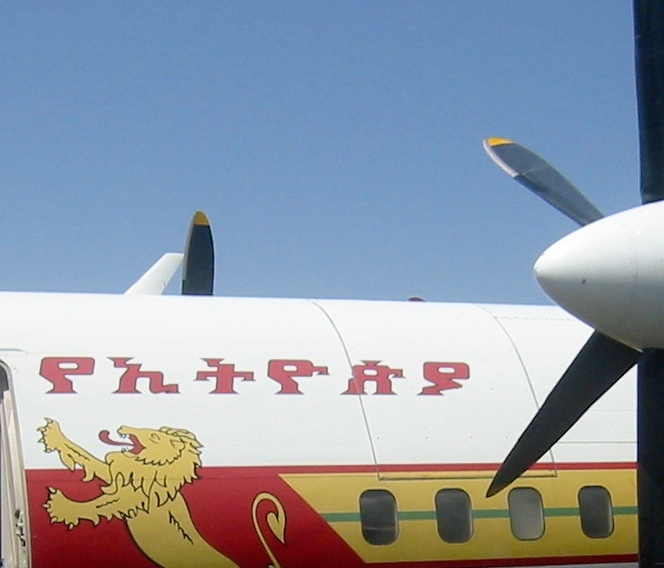
衣索比亞航空機身上的斐德字母: የኢትዮጵያ (ye-Ītyōṗṗyā).

- 美国 83 000
- 苏丹 79 000
- 57 000
- 31 000 衣索比亞航空機身上的斐德字母: የኢትዮጵያ (ye-Ītyōṗṗyā).
- 加拿大 18 060

### 語言
安哈拉人主要使用的語言是安哈拉語，安哈拉語為屬於亞非語系閃米特語族的語言，使用吉茲字母（ፊደል）來書寫。在衣索比亞閃語中，ፊደል（Fidel）意為字母或文字，而 አቡጊዳ（Abugida）則來源於字母表的前四個字母，現代語言學中元音附標文字的英語名稱Abugida正式來源於此。
安哈拉語沒有確定的羅馬字母轉寫方案，在文法上動詞於過去式及將來式有變化，也有否定式、及命令式的形式。句型有簡單句及疑問句等，詞性有複數及性別的符號、人稱代名詞、連接詞、介系詞、指示代名詞、及定冠詞等。

## 民族分佈、地理環境
安哈拉人主要分佈在衣索比亞高原中部和北部，衣索比亞東北部。當中阿姆哈拉州是衣索比亞的9个州之一，是阿姆哈拉人的故乡，首府巴赫达尔。

阿姆哈拉州（Amhara）是衣索匹亞的9個州之一，是阿姆哈拉人的故鄉

傳統安哈拉人所居處的環境海拔約七千到一萬四千呎（約兩千一百到四千三百公尺）的高原地區，北緯約九到十四度。肥沃的火山土以及豐沛的雨量還有還有涼爽的氣溫，這樣宜人的氣候讓安哈拉人有穩定的農牧生活。
在二十世紀以前，安哈拉（當時以 amariñña表示）一詞較多被指稱為安哈拉語使用者或者是安哈拉地區（今安哈拉州），而並不是指安哈拉人。一直到了今天，安哈拉人一詞多為外人或是人類民族學家對這一群人的他稱標示，內部的安哈拉人仍多以衣索比亞人自稱。根據衣索比亞民族學者當勞·萊文(Donald Levine)指出，「對使用安哈拉語的謝瓦人(古衣索比亞人)來說，相較於非使用安哈拉的謝瓦人和使用安哈拉語的外地人，前者和他們是比較親近的。」 但是安哈拉語使用者這個群體可能並不能被普遍認同為一個民族，而是偏向於一個超民族現代學者塔克勒‧塔德斯描述安哈拉人：
安哈拉人可以說是一個融合衣索比亞諸多民族的超民族，這樣的一個巨大混合體就像一個巨大的鍋子，當中其他民族一個個融合後成為一個超民族群。而安哈拉語就是這個超民族形成的重要關鍵。但是我們卻很難去找到安哈拉語究竟是哪一族的母語，縱使安哈拉族並不存在，但是掌政之人常常為了營造種族優越主義，所以常常向大眾推廣安哈拉族的存在。對於這樣的現象，我們不難稱安哈拉人的存在其是是一種神話。

## 歷史沿革

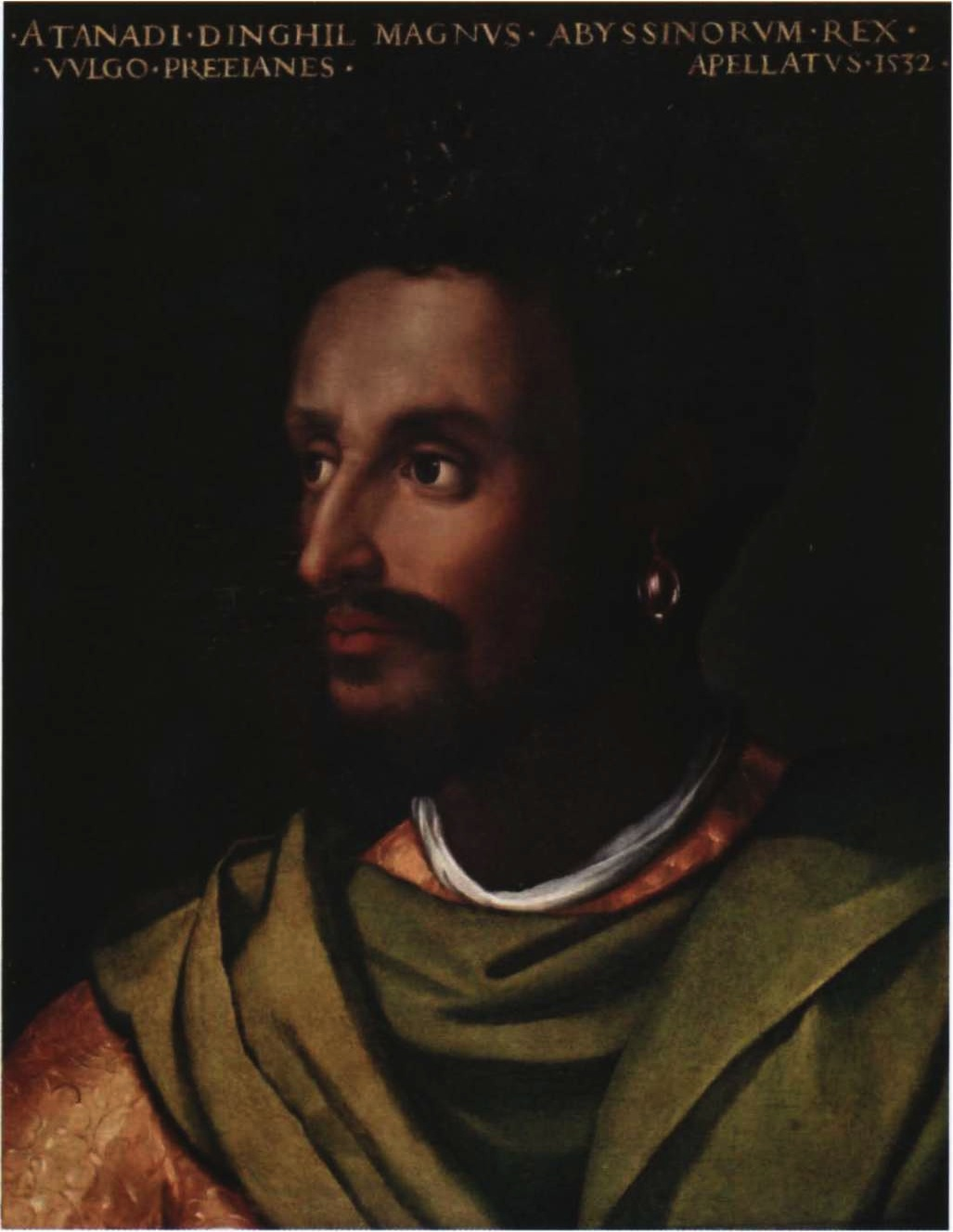
戴維特二世, nəgusä nägäst 衣索比亞及所羅門王朝帝王.

距今約兩千年前，部分閃米語人,尤其以哈比沙人居多,建立了阿克蘇姆帝國位於今天的厄立特里亞、北衣索比亞甚至抵達葉門及蘇丹
現今所稱的安哈拉在早期是有諸多個自治省所組成的，包括貢德爾、果佳姆、沃羅以及謝瓦。安哈拉人的傳統居住地是現今衣索比亞高原的中間高地。過去兩千年以來，他們世世代代生活於此。由於高大的山地還有深峻的峽谷，安哈拉人與世隔絕生活在這片傳統地域當中，也因此安阿克蘇姆帝國與外界幾乎互不相影響。安哈拉人所居處的環境海八約七千到一萬四千呎（約兩千一百到四千三百公尺），北緯約九到十四度。肥沃的火山灰土壤以及豐沛的雨量還有還有涼爽的氣溫，這樣宜人的氣候讓安哈拉人有穩定的農牧生活。然而，由於安哈拉人重軍國主義，政權常偏向擴張領土，所以在衣索比亞的各處都可以看到安哈拉人。 
在阿高人的扎格维王朝結束統治後，西元1270年由所羅門王朝掌控了衣索比亞帝國的政權。十五世紀前葉，衣索比亞帝國力求能夠與歐洲的王國能夠建立外交關係，希望能與當時的英國國王亨利四世有所通信。1428年,皇帝耶沙克派遣兩名使者晉見西班牙的阿方索五世，阿方索五世也派出了兩名使者，但其派出了兩名使者不幸沒有完成任務。 第一次連續性的接觸關係是在1508年戴維特二世時期，與葡萄牙王國
這項舉動促此了帝國的發展，當時阿达爾王國的伊玛目阿瑪德揮兵入侵所羅門王朝，葡萄牙派遣了四百兵力以其各式武器協助當時的所羅門皇帝格拉朵沃斯。 這也是第一場葡萄牙王國與鄂圖曼土耳其之間的代理戰爭。

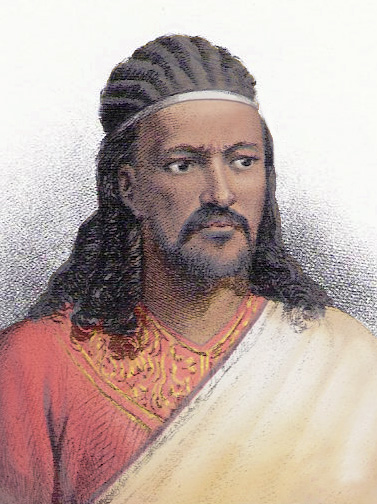
特沃德罗斯二世, 近代衣索比亞統一國家的締造者之一。

中世紀晚期，安哈拉人以及提格利尼亞語的使用者開始出現分化。安哈拉軍閥開始挑戰提格利尼亞人軍閥主導地位。雖然在帝國時期有許多軍閥出身於安哈拉地區，但在提格利尼亞地區也出現一群不容小覷的軍閥。在十七世紀前半葉的帝國初期，安哈拉人倚貢德爾的勢力占了上風。然而，在接著的群侯分政，皇帝成為有名無實的傀儡，帝國呈現半無政府狀態，而權力轉由奧羅姆人掌控，在這股勢力下安哈拉軍閥的勢力漸漸衰敗。尤赫納斯六世時期，安哈拉人進行復興，直到1889年，他們成功建立了回到謝瓦地區的基礎。
安哈拉人身分的繼承在過去幾個世紀以來，有許多不同的繼承方法，比如雙向混合繼承的海爾·塞拉西一世。 海爾·塞拉西一世的外祖父是奧羅莫人外祖母是古拉格人，祖父是奧羅莫人、祖母是安哈拉人。以父系繼承原則來看的話：海爾·塞拉西一世屬於奧羅姆人；以姆系繼承原則來看的話：海爾·塞拉西一世屬於古拉格人。但海爾·塞拉西一世卻認為他是安哈拉人，因為來自祖母的安哈拉血統是尊貴的，他也因此能夠繼承皇權。
安哈拉語目前為衣索比亞的官方語言。直到近代衣索比亞的建立，安哈拉人與提格雷人的政治地位才並駕齊驅，但直到1974年以來，大多的衣索比亞帝國皇帝都是安哈拉人。

## 社會、家庭與婚姻
婚姻實行一夫一妻制，按父系居住，按雙親計算親屬，實行長子繼承製。男女均行割禮。

## 產業與生活

### 經濟生活
安哈拉人大多居住於高地，主要從事農業，男方兼事畜牧，棉紡、木雕等手工業發達。約有90%從事自給自足的農業生計。在1974年共產軍政府時期前，地主扮演主要的控制生計角色，而佃農負責耕種。在1974年後，生計掌控權從地主轉為政府所有。主要的糧食作物為大麥、玉米、雜穀、小麥、高粱。另外苔麩，豆類，辣椒，雞豆也是重要的農作。在高原地區一年僅有一穫，但在低地地區一年有機會可以有二穫。另外安哈拉人還飼養了牛、綿羊、山羊等。根据衣索比亞中央统计局的估计阿姆哈拉州2005年共有9,694,800头牛（占埃塞俄比亚牛总数的25%）、6,390,800头绵羊（36.7%）、4,101,770头山羊（31.6%）、257,320匹马（17%）、8,900头驴子（6%）、1,400,030头骡子（55.9%）、14,270头骆驼（3.12%）、8,442,240头猪（27.3%）、919,450窝蜂（21.1%）。

### 飲食

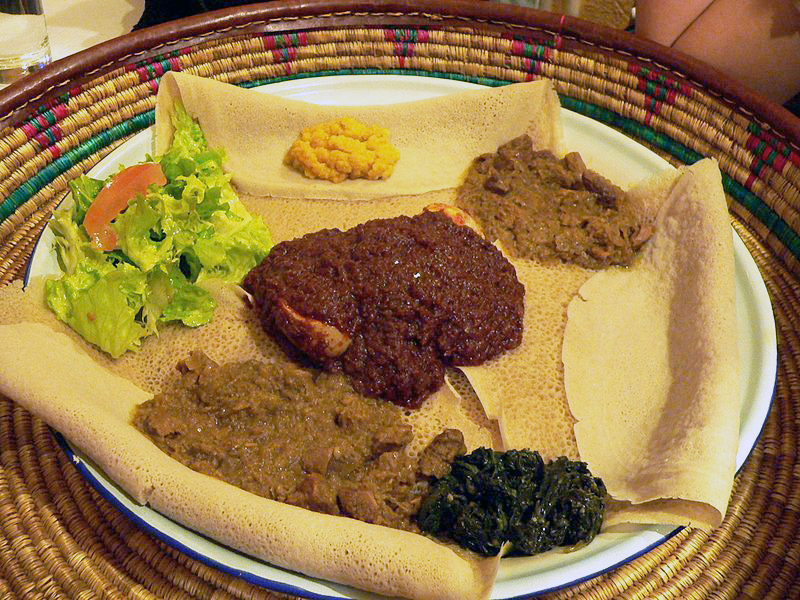
安哈拉典型飲食: 英傑拉 (類鬆餅) 與多種Wat (food)(燉肉).

與大多數非洲民族的飲食類似，安哈拉人的飲食中有許多的燉肉、肉糜、還有麵餅等。而安哈拉人的飲食又與衣索比亞的飲食有許多相似之處。當中的常見的飲食有：沃特與英傑拉、Kitfo等。
- 沃特

安哈拉語（ወጥ），類燉肉，係由多種蔬菜、雞肉、牛肉、羊肉混合燉煮而成。
- 英傑拉

安哈拉語(እንጀራ)，類比薩餅，由苔麩粉製成，的餅類。將沃特至於餅上食用。
- Kitfo

衣索比亞傳統菜餚，由絞碎的生牛肉醃mitmita（辣椒粉香料混合物）和Niter kibbeh（液体黄油混入草藥和香料）。字根來自猶太人的字根KTF，意思是：切碎，切末。

## 信仰與節日
安哈拉人的主要信仰為埃塞俄比亞正教會 、伊斯蘭教、猶太教

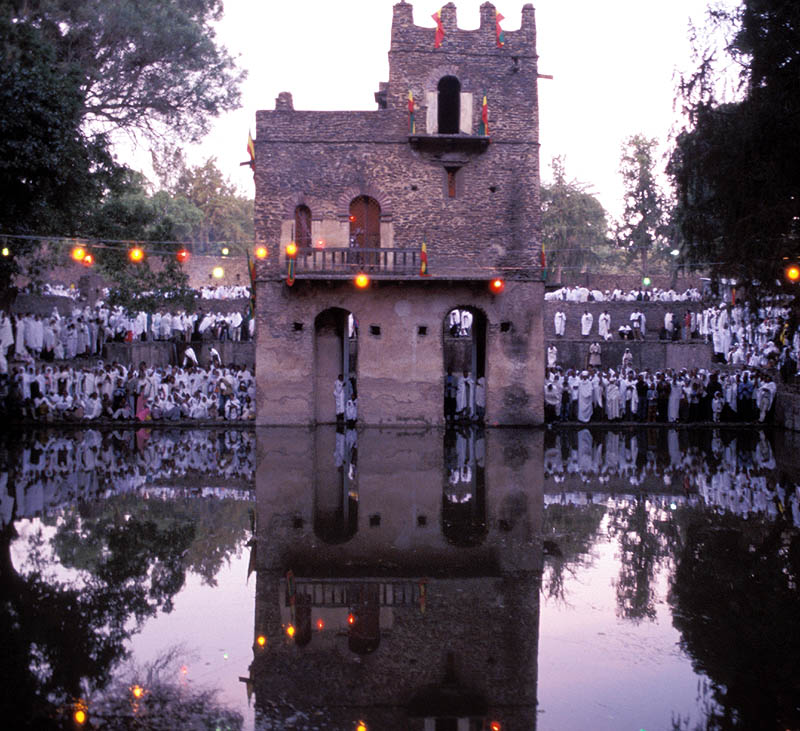
Crowds gather at the Fasilides' Bath in Gondar to celebrate Timkat - the Epiphany for the Ethiopian Orthodox Tewahedo Church.

過去幾個世紀以來基督教當中的埃塞俄比亞正教會為衣索比亞安哈拉地區的主要信仰，不論在語言、文化上都占有很重要的地位。根據1994年的人口調查,安哈拉地區的人口當中81.5%信仰埃塞俄比亞正教，18.1%為穆斯林，0.1%為 基督新教 ("P'ent'ay"). 。而復活節及主顯節是本民族最重大的節慶。除此之外，安哈拉人在一年當中還有許多的節慶，在這些節慶中他們有特殊的齋戒，只以蔬菜還有魚類為食。

## 藝術與文學

### 邪眼
安哈拉人的社會中存有階級制度，當中熟悉製陶、冶鐵、織布的人被稱為“布答”（BUDA），安哈拉人相信這些工匠們擁有“邪眼”（evil eye）。安哈拉人禁止與布答通婚或者是發生性行為，並且不可以對布答表現出真實的情感，以免受到布答的凝視而受詛咒。若有安哈拉人受到布答的詛咒，將會迅速病倒甚至死亡。而布答將在死者下葬後用邪眼解除詛咒，並成為布答的奴隸。此種想法相信是由他人的對於手足財產的繼承產生妒忌而生。

## 著名人士

### 所羅門王朝統治者
- 耶庫諾·阿姆拉克[15] 所羅門王朝的創建者
- 阿姆達·塞約恩一世（英语：Amda Seyon I）[16]
- Dawit I（英语：Dawit I）[16]
- Yeshaq I（英语：Yeshaq I）[17]
- 扎拉·雅各布[18]
- Baeda Maryam I（英语：Baeda Maryam I）[16]
- Gelawdewos（英语：Gelawdewos）[16]
- Menas of Ethiopia（英语：Menas of Ethiopia）[16]
- Sarsa Dengel（英语：Sarsa Dengel）[19]
- Yaqob（英语：Yaqob）[20]
- Susenyos I（英语：Susenyos I）[21]
- Fasilides（英语：Fasilides）[16]
- Iyasu I（英语：Iyasu I）[16]
- 特沃德羅斯二世[22]
- 孟尼利克二世[23]

### 其他
- Asrat Woldeyes（英语：Asrat Woldeyes）[24] 外科醫生
- Belay Zeleke（英语：Belay Zeleke）[25]愛國分子
- Getatchew Haile（英语：Getatchew Haile）[26] 哲學家
- Abune Petros（英语：Abune Petros）[16] 愛國分子
- Aba Gorgorios（英语：Aba Gorgorios）[27] 天主教神父